# Борислав Очушки
Борислав Очушки е български олимпиец, участвал в състезанията по ски алпийски дисциплини в зимните олимпийски игри в Инсбрук през 1964 г.

## Биография
Роден е на 18 април 1934 година. Участва в състезанията на 15, 30 и 50 km ски бягане на Деветите зимни олимпийски игри, провели се Инсбрук през 1964 година. 
Резултати от Инсбрук 1964 
15 km: не завършва
30 km: 49-и от 69 състезатели
50 km: 32-ри от 41 състезатели